# Сашевардно
Сашевардно (груз. საშევარდნო) — село в Грузии, на территории Душетского муниципалитета края (мхаре) Мцхета-Мтианети.

## География
Село находится в северо-восточной части Грузии, на западном склоне Картлийского хребта, на правом берегу реки Шара-Хеви (левый приток Арагви), на расстоянии приблизительно 22 километров (по прямой) к северо-востоку от города Душети, административного центра муниципалитета. Абсолютная высота — 1400 метров над уровнем моря.

## Население
По результатам официальной переписи населения 2014 года постоянное население в Сашевардно отсутствовало.
| Год  | Население, человек |
| ---- | ------------------ |
| 2002 | 2                  |
| 2014 | ↘ 0                |